# Aimee Johnson
Pour les articles homonymes, voir Johnson.
Aimee Sue Anastasia Johnson est une mathématicienne américaine qui travaille sur les systèmes dynamiques. Elle est professeure de mathématiques au Swarthmore College, lauréate du prix Pólya et co-auteure du livre Discovering Discrete Dynamical Systems.

## Formation et carrière
Johnson est diplômée de l'Université de Californie à Berkeley en 1984. Elle termine son doctorat en 1990 au College Park de l'Université du Maryland ; sa thèse, intitulée Measures on the Circle Invariant for a Nonlacunary Subsemigroup of the Integers, est supervisée par Daniel Rudolph. Elle est professeure de mathématiques au Swarthmore College.

## Travaux
Dans les systèmes dynamiques, Johnson est connue pour ses travaux sur une conjecture de Hillel Furstenberg sur la classification des mesures invariantes pour l'action de deux opérations de multiplication modulaires indépendantes sur un intervalle. En 1998, Johnson et Kathleen Madden ont remporté le prix Pólya de la MAA pour leur article commun sur le pavage apériodique, "Putting the Pieces Together: Understanding Robinson's Nonperiodic Tilings". En 2017, Madden, Johnson et leur co-auteure Ayşe Şahin publient le manuel Discovering Discrete Dynamical Systems via la Mathematical Association of America.  Avec Joseph Auslander et Cesar E. Silva, elle est également co-éditrice de Ergodic Theory, Dynamical Systems, and the Continuing Influence of John C. Oxtoby (Contemporary Mathematics 678, American Mathematical Society, 2016).